# Sherron Collins
Sherron Marlon Collins (Chicago, Illinois, 18 de marzo de 1987) es un exjugador de baloncesto estadounidense que disputó una temporada en la NBA. Con 1,80 metros de estatura, jugaba en la posición de base.

## Trayectoria deportiva

### Universidad
Jugó durante cuatro temporadas con los Jayhawks de la Universidad de Kansas, en la que promedió 13,2 puntos, 3,9 asistencias y 2,4 rebotes por partido. En su primera temporada fue incluido en el mejor quinteto de rookies de la Big 12 Conference, tras promediar 9,3 puntos por partido.
Al año siguiente fue elegido como mejor sexto hombre de la conferencia, tras ayudar a su equipo en la consecución del Torneo de la NCAA, promediando 8,3 puntos y 3,8 asistencias en el mismo.
En su tercera temporada lideró al equipo en anotación en 27 encuentros, incluidos los 10 últimos. Fue incluido en el mejor quinteto de la conferencia, y en el tercer equipo All-American.
Ya en su temporada sénior ganó el Frances Pomeroy Naismith Award que premia al mejor jugador de la liga de estatura inferior a 1,83, y el Premio Lute Olson al mejor jugador universitario de la temporada con al menos dos años jugando en el mismo equipo, además de volver a ser incluido en el mejor quinteto de la Big 12, y en el segundo equipo All-American.

### Profesional
Tras no ser elegido en el Draft de la NBA de 2010, fichó como agente libre por los Charlotte Bobcats, donde jugó 20 partidos, en los que promedió 0,9 puntos. En el mes de diciembre fue asignado a los Maine Red Claws de la NBA D-League, donde jugó 5 partidos, en los que promedió 12,0 puntos y 3,2 asistencias.
En el mes de febrero fue despedido por los Bobcats, fichando al mes siguiente por el Lietuvos Rytas para sustituir a Khalid El-Amin hasta el final de la temporada. Tras acabar la competición en Europa, en el mes de junio ficha por el Piratas de Quebradillas de la liga de Puerto Rico, pero es descartado por problemas físicos. Finalmente en agosto de 2011 ficha por el Hacettepe Üniversitesi de la liga turca para la temporada 2011-2012.
El 1 de octubre de 2012, Collins fima con San Antonio Spurs. Pero es cortado 4 días más tarde.
El 3 de abril de 2014, Collins se une a Texas Legends de la NBA G League, donde termina la temporada 2013–14, pero no llega a disputar ningún encuentro.
El 31 de octubre de 2015, Collins vuelve a los Legends, juega dos partidos y es cortado el 20 de noviembre.
El 21 de enero de 2016, firma con los Chicago Blues de la Midwest Professional Basketball Association. En marzo, se marcha a Canadá a firmar con los Windsor Express de la National Basketball League of Canada sin haber llegado a jugar con los Blues.
El 10 de noviembre de 2017, se anunció que sería titular con los Kansas City Tornados de la North American Premier Basketball. Sin embargo, el equipo empezó la temporada sin él.

### Retirada
El 19 de febrero de 2018, los Jayhawks retiraron su dorsal número 4, en el pabellón Allen Fieldhouse.

## Estadísticas de su carrera en la NBA

### Temporada regular
| Año     | Equipo    | PJ | PT | MPP | %TC  | %3P  | %TL   | RPP | APP | ROB | TPP | PPP |
| ------- | --------- | -- | -- | --- | ---- | ---- | ----- | --- | --- | --- | --- | --- |
| 2010–11 | Charlotte | 20 | 0  | 3.3 | .280 | .200 | 1.000 | 0.3 | 0.4 | 0.1 | 0.0 | 0.8 |
| Total   | Total     | 20 | 0  | 3.3 | .280 | .200 | 1.000 | 0.3 | 0.4 | 0.1 | 0.0 | 0.8 |